# Eucrostes disparata
Eucrostes disparata är en fjärilsart som beskrevs av Walker 1861. Eucrostes disparata ingår i släktet Eucrostes och familjen mätare. Inga underarter finns listade i Catalogue of Life.